# Giovanna Negro
Giovanna Negro (San Bonifacio, 18 agosto 1976) è una politica italiana.

## Biografia
Nel 2004 è la candidata sindaco per la Lega Nord nel comune di Arcole, risultando l'ultima tra i tre candidati. Viene eletta come consigliera.
Alle elezioni politiche del 2008 viene eletta alla Camera dei Deputati, nella circoscrizione Veneto 1, nelle liste della Lega Nord.
Alla stessa tornata elettorale diventa sindaco di Arcole. Il suo mandato si è interrotto l'8 gennaio 2009 a seguito delle dimissioni rassegnate dalla maggioranza dei consiglieri.
Nel giugno 2009, dopo cinque mesi di amministrazione da parte di un commissario, Negro viene rieletta sindaco.
Alle elezioni politiche del 2013 è ricandidata alla Camera dei Deputati, risultando tuttavia la prima dei non eletti nella circoscrizione Veneto 1. 
Nel 2014 viene riconfermata ancora una volta come prima cittadina di Arcole con la lista Lega Nord-Basta €Uro-Civica.  
Nel 2015 segue Flavio Tosi a seguito della sua espulsione dalla Lega Nord, abbandonando anch'ella il partito.
Alle elezioni regionali in Veneto del 2015 viene eletta consigliere in provincia di Verona con la lista civica Il Veneto del Fare - Flavio Tosi.
Con D.P.R. del 26 agosto 2015, pubblicato sulla G.U. n.210 del 10/09/2015, il consiglio comunale è stato sciolto per la decadenza dalla carica di sindaco di Giovanna Negro per causa di incompatibilità sopravvenuta con la carica di consigliere regionale.
Nel settembre del 2018 dà vita al gruppo consiliare Veneto Cuore Autonomo, di cui è l'unico membro. A inizio 2019 fa ritorno nella Lega, pur non aderendo al gruppo in Consiglio regionale.
Alle elezioni regionali del 2020 è candidata nella Lista Veneta Autonomia (legata al partito Liga Veneta Repubblica) a sostegno di Luca Zaia. Con 2770 preferenze risulta prima dei non eletti della sua lista nella Circoscrizione Verona seconda solo a Thomas Piccinini.